# Lacurile de acumulare Buhuși - Bacău - Berești
Lacurile de acumulare Buhuși - Bacău - Berești alcătuiesc o arie de protecție specială avifaunistică (SPA) situată în estul României, pe teritoriul județului Bacău.

## Localizare
Aria naturală se întinde în sud-estul județului Bacău (până la limita de graniță cu județul Vrancea), pe teritoriile administrative ale comunelor Cleja, Corbasca, Faraoani, Gârleni, Gioseni, Hemeiuș, Horgești, Itești, Letea Veche, Nicolae Bălcescu, Orbeni, Pâncești, Răcăciuni, Sascut, Tamași, Tătărăști și Valea Seacă și pe cel al municipiului Bacău.

## Înființare
Instituirea regimului de arie naturală protejată pentru situl „Lacurile de acumulare Buhuși - Bacău - Berești” s-a făcut prin Hotărârea  de Guvern nr. 1284 din 24 octombrie 2007 (privind declararea ariilor de protecție specială avifaunistică ca parte integrantă a rețelei ecologice europene Natura 2000 în România). Situl include cinci lacuri: Bacău II, Galbeni, Lilieci, Răcăciuni și Berești, ultimele patru fiind declarate rezervații naturale. 
Aria protejată (cu o suprafață de 5605.2 hectare) este încadrată în bioregiunea geografică continentală a Podișului Central Moldovenesc, la confluența Bistriței cu Siretul și în aval de aceasta. Situl reprezintă o zonă naturală (râuri, lacuri, mlaștini, turbării, terenuri arabile cultivate, păduri aluviale, pajiști și pășuni) în lunca mijlocie a Siretului; ce asigură condiții prielnice de hrană, cuibărit și viețuire pentru mai multe specii de păsări migratoare, de pasaj sau sedentare.

## Biodiversitate
Situl dispune de clase de habitate naturale (ape dulci continentale, mlaștini, smârcuri, turbării, pajiști ameliorate și culturi cerealiere extensive) ce asigură condiții prielnice de hrană și cuibărire pentru populații de păsări cu migrație regulată, cât și pentru mai multe specii care iernează în arealul acestuia.

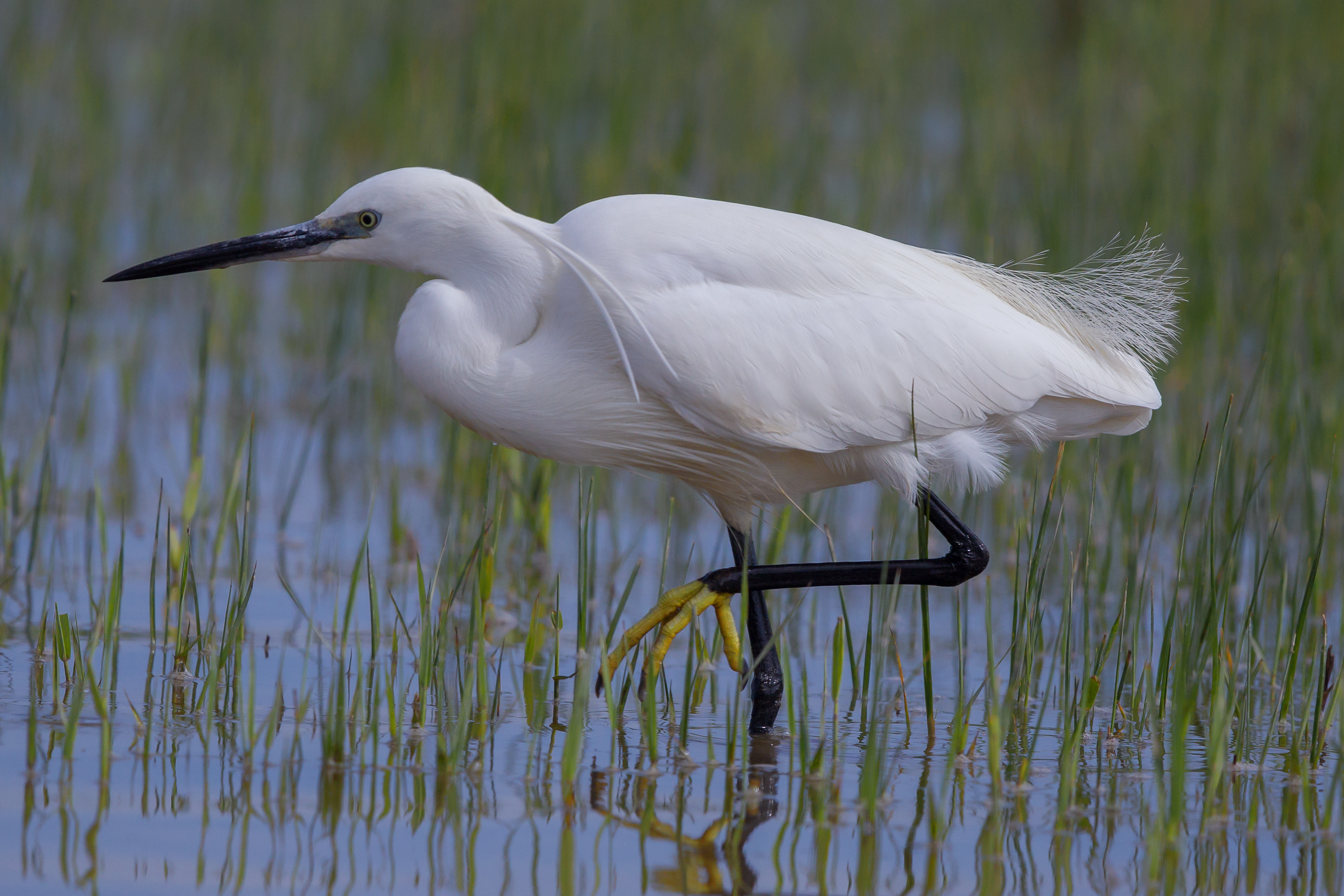
Egretă mică (Egretta garzetta)

La baza desemnării sitului se află mai multe specii avifaunistice enumerate în anexa I-a a Directivei Consiliului European 147/CE din 30 noiembrie 2009 și Directiva 79/409/CEE din 2 aprilie 1979 (privind conservarea păsărilor sălbatice) sau aflate pe lista roșie a IUCN; astfel: pescăruș albastru (Alcedo atthis), stârc cenușiu (Ardea cinerea), gârliță mare (Anser albifrons), gâsca de vară (Anser anser), rață fluierătoare (Anas penelope), rață mare (Anas platyrhynchos), rață pestriță (Anas strepera), rață sulițar (Anas acuta), rață cârâitoare (Anas querquedula), rață lingurar (Anas clypeata), rață cu cap castaniu (Aythya ferina), rață moțată (Aythya fuligula), rață scufundătoare (Aythya marila), rață sunătoare (Bucephala clangula), lebădă de iarnă (Cygnus cygnus), lebădă de vară (Cygnus olor), erete de stuf (Circus aeruginosus), erete vânăt (Circus cyaneus), chirighiță-cu-obraz-alb (Chlidonias hybridus), chirighiță neagră (Chlidonias niger), chirighiță cu aripi albe (Chlidonias leucopterus), egretă mică (Egretta garzetta), egretă albă (Egretta alba), lișiță (Fulica atra), cocor (Grus grus), piciorong (Himantopus himantopus), codalb (Haliaeetus albicilla), stârc pitic (Ixobrychus minutus), pescăruș mic (Larus minutus), pescăruș râzător (Larus ridibundus), pescăruș sur (Larus canus), pescăruș argintiu (Larus cachinnans), ferestraș mic (Mergus albellus),  ferestrașul mare (Mergus merganser), codobatură albă (Motacilla alba), ploier auriu (Pluvialis apricaria), ploier argintiu (Pluvialis squatarola), bătăuș (Philomachus pugnax), cormoran mic (Phalacrocorax pygmeus), cormoran mare (Phalacrocorax carbo), corcodel mare (Podiceps cristatus), ciocîntorsul (Recurvirostra avosetta), chiră de baltă (Sterna hirundo), pitulice (Sylvia nisoria), fluierar de mlaștină (Tringa glareola), corcodel mic (Tachybaptus ruficollis), fluierar negru (Tringa erythropus) și nagâț (Vanellus vanellus).

## Căi de acces
- Drumul național DN2A pe ruta Urziceni - Buzău - Râmnicu Sărat - Focșani - Adjud - Răcăciuni.

## Monumente și atracții turistice
În vecinătatea sitului se află numeroase obiective de interes istoric, cultural și turistic (lăcașuri de cult, muzee, conace, case memoriale, situri arheologice, arii naturale protejate); astfel:

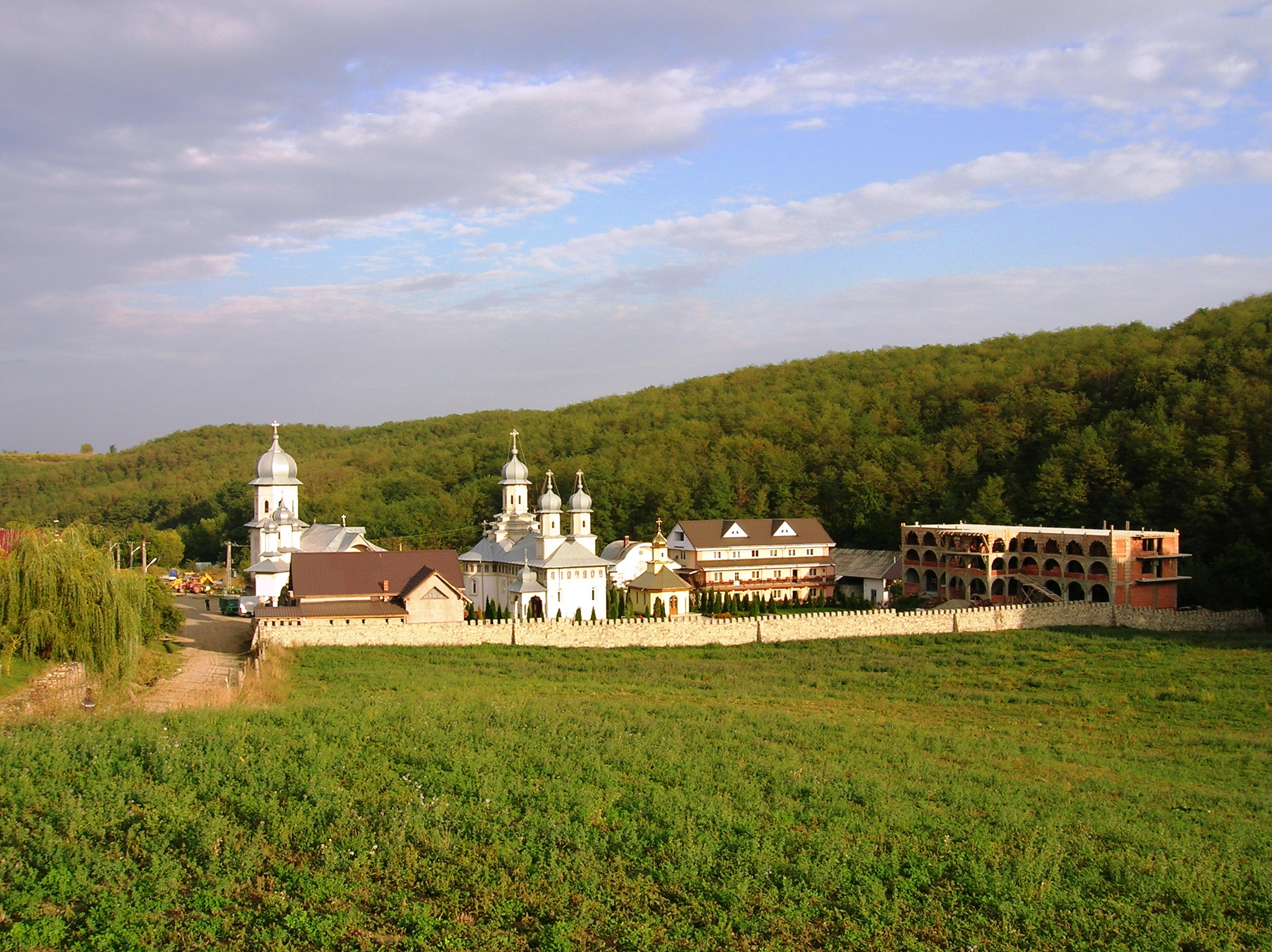
Mănăstirea Sfânta Treime din Cucova

- Biserica de lemn „Sf. Apostoli Petru și Pavel” din Pogleț, construcție 1828, monument istoric.
- Biserica „Sf. Voievozi” din Fîntânele, construcție 1756, monument istoric.
- Biserica de lemn „Sf. Voievozi” din satul Horgești, construcție 1885, monument istoric.
- Biserica de lemn „Sf. Nicolae” din Orbeni, construcție 1785, monument istoric.
- Biserica de lemn „Adormirea Maicii Domnului” din Drăgești, construcție 1770, monument istoric.
- Biserica „Sf. Dumitru” din Gherdana, construcție 1854, monument istoric.
- Mănăstirea Sfânta Treime din satul Cucova construită între anii 1933-1934.
- Biserica „Sf. Voievozi” din Ungureni, construcție 1811, monument istoric.
- Lăcașuri de cult, muzee, case memoriale, monumente de arhitectură și clădiri istorice din municipiul Bacău.
- Conacul Lecca din Radomirești, construcție 1890, monument istoric.
- Conacul Strat (azi sediul primăriei) din Horgești, construcție 1890, monument istoric.
- Conacul Cantacuzino-Pașcanu-Waldenburg din Lilieci construit între anii 1864–1880, monument istoric.
- Siturile arheologice de la Faraoani (necropolă din secolele al III-lea–al IV-lea - cultura carpică și așezări din secolele al VIII-lea–al IX-lea, secolul al XIV-lea–al XV-lea).
- Sit arheologic (punct „Lanul Curții”) de la Cleja (așezare din Epoca Bronzului).
- Rezervația naturală Cineritele de Nutasca - Ruseni.